# Камеронова галерея
Камеро́нова галере́я — памятник архитектуры в Екатерининском парке Царского Села (с 1937 года город Пушкин) в 23 км к югу от Санкт-Петербурга. Здание построено в 1784—1787 годах по проекту шотландского архитектора Чарлза Камерона. В 1946—1947 годах галерея была восстановлена после разрушений в годы Великой Отечественной войны.

## История и архитектура
«Камеронова галерея» представляет собой шедевр искусства архитектуры, двухэтажное сооружение в качестве составной части ансамбля Холодных бань, «Агатового павильона», Висячего сада и Пандуса. Галерея не имела названия, только столетие спустя, в 1885 году, историк искусства и библиограф П. Н. Петров в одной из статей в журнале «Зодчий» назвал это выдающееся сооружение «Камероновой галереей».
Нижний этаж служит основанием колоннады второго яруса, состоящей из 44 белых каннелированных колонн с ионическими капителями.
Шотландский архитектор Чарлз Камерон с 1766 года работал в Италии. На основе обмеров древнеримских сооружений написал книгу под названием «Термы римлян» (The Baths of the Romans), которая была издана в Лондоне в 1772 году на английском и французском языках. Российская императрица Екатерина II получила книгу Камерона и дала наказ своим агентам в Европе заключить контракт с архитектором для строительства «римских бань» в Царском Селе. В 1779 году Камерон прибыл в Россию. Индивидуальный стиль Камерона впитал разные источники, он отличается интеллектуализмом, изящным цитированием многих тем древнегреческого, римского, этрусского искусства и «помпеянских» мотивов. Однако скрытые аллюзии и прямые цитаты никогда не переходят у Камерона в открытую эклектику. «Чарлз Камерон первый из архитекторов привёз с собой в Россию не учебник архитектуры, а…живую архитектурную мысль, — писал автор первой монографии об архитекторе В. Н. Талепоровский, — увлекательный рассказ о Греции, Риме и Помпеях».

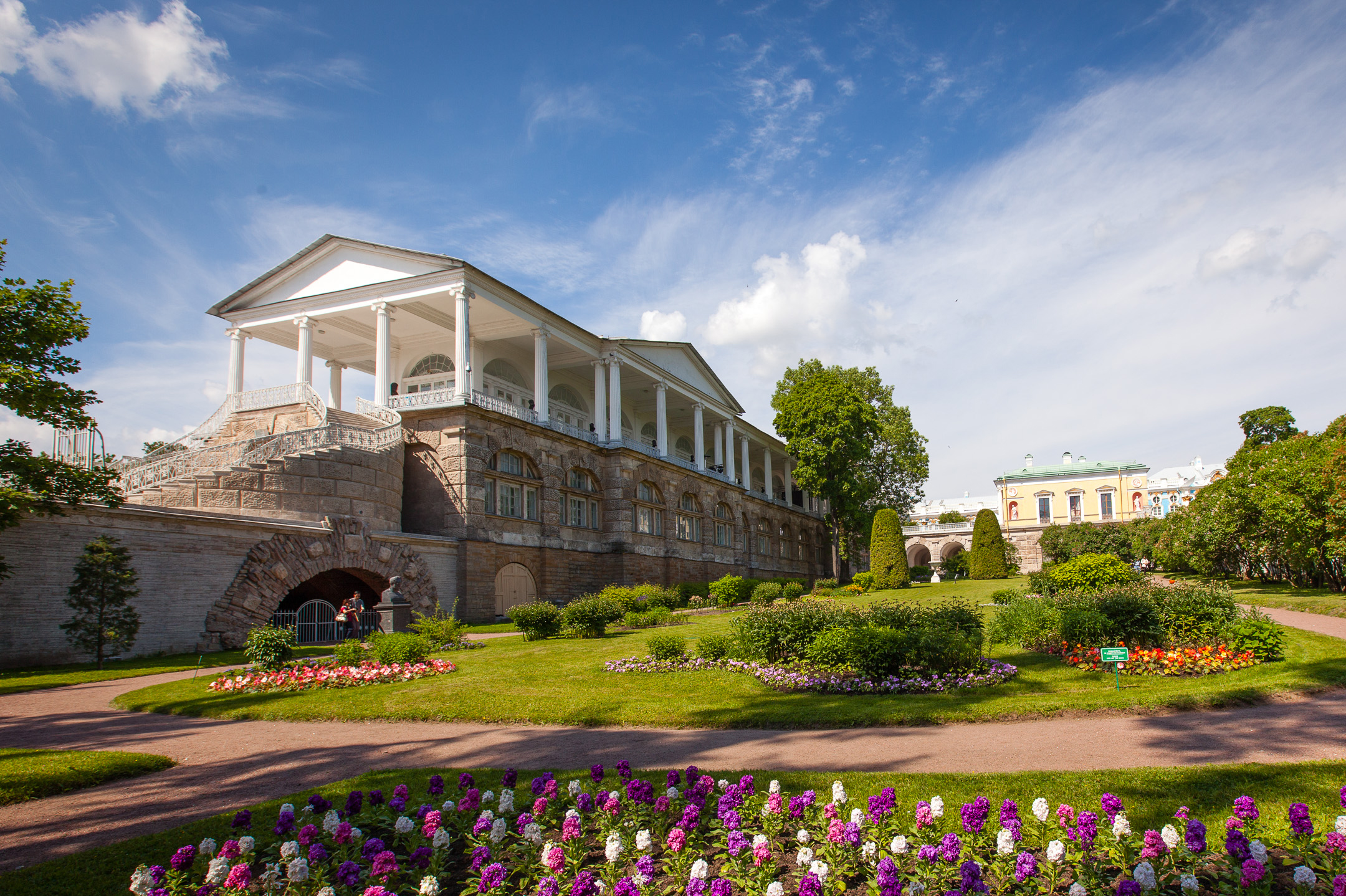
Вид на галерею с северо-востока

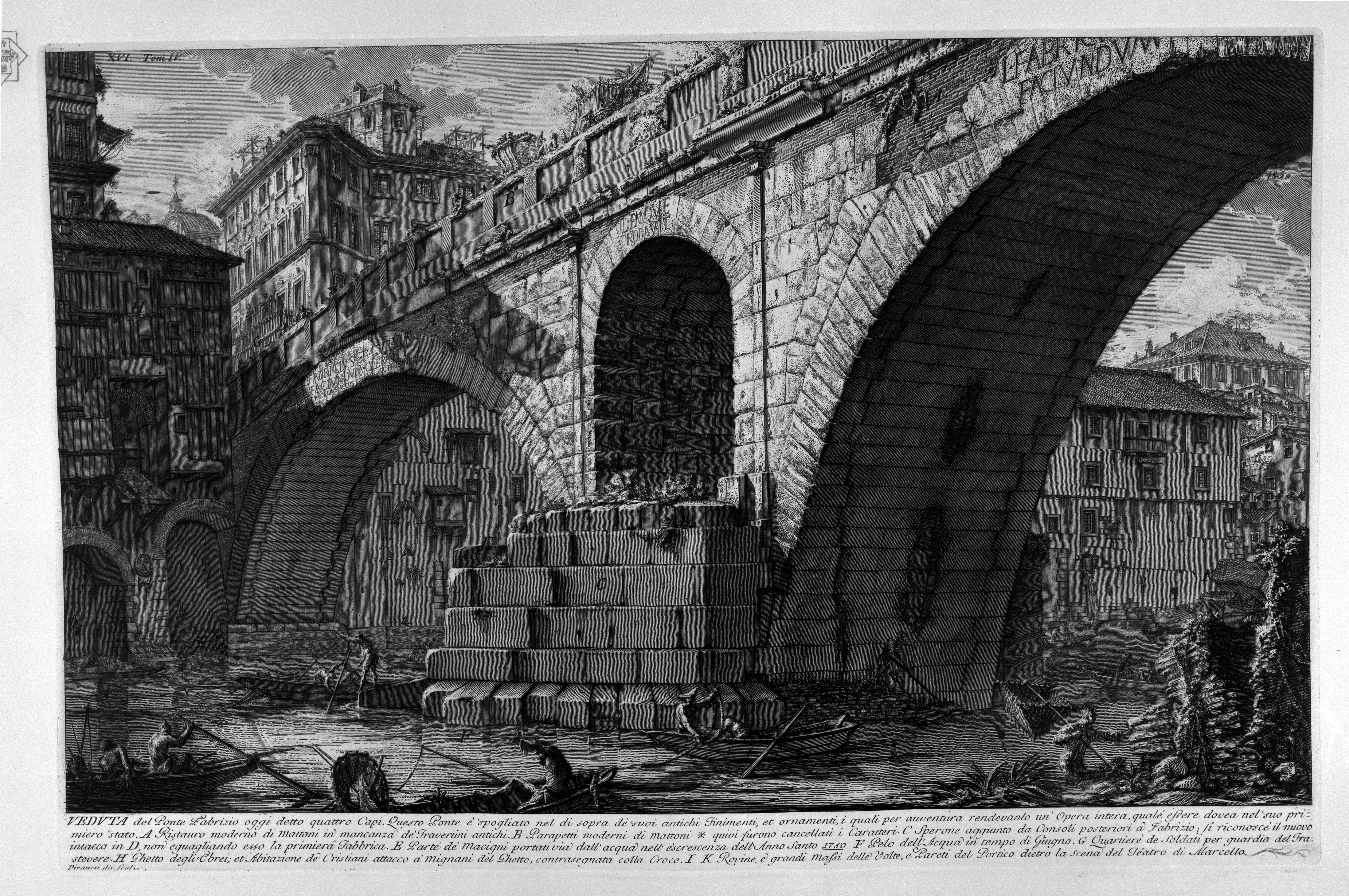
Дж. Б. Пиранези. Вид на мост Фабрицио в Риме. 1756. Офорт

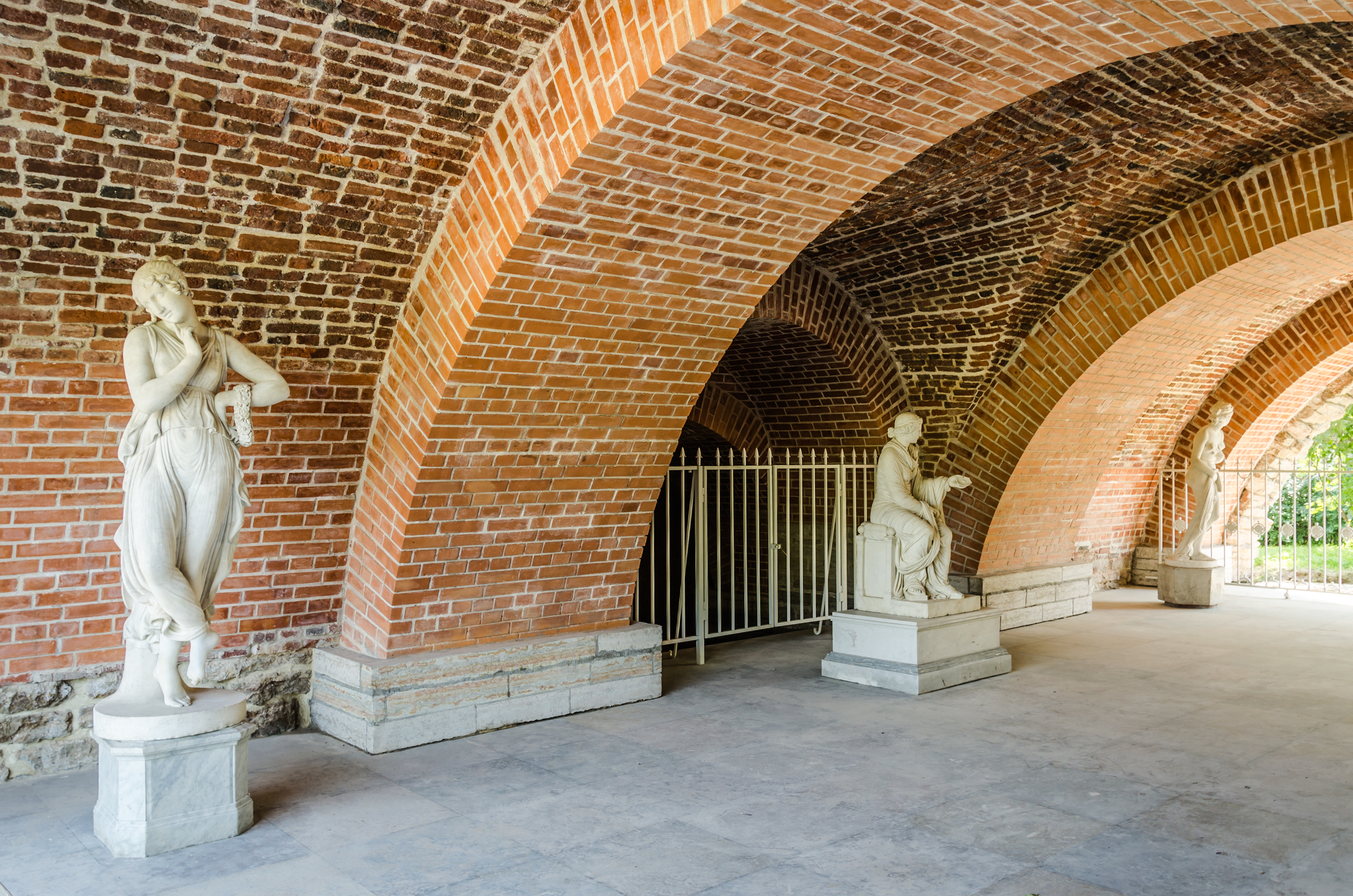
Грот под лестницей галереи

Помимо руин древнеримской архитектуры, в частности терм, знатоком которых был Камерон, источником вдохновения самой императрицы и архитектора были офорты Дж. Б. Пиранези. Екатерина II заказывала альбомы гравюр Пиранези и указывала их в качестве образца. В 1763 году Неаполитанский король подарил российской императрице четыре тома «Геркуланских книг» с гравированными изображениями археологических находок. В годы строительства Камероном «римских бань» в Царском Селе публиковались «Древности Афин» Дж. Стюарта и Н. Реветта (1764, 1787 и 1794 гг.).
С 1780 года, следуя планировке хорошо изученных им римских терм, Камерон возводил двухэтажный корпус с Холодными банями на первом этаже, и парадными помещениями — Агатовыми комнатами на втором. Они были выстроены в новом, невиданном ранее «помпеянском стиле», богато отделаны агатом, яшмой, мрамором, позолоченной бронзой. Через овальную лоджию-вестибюль можно было выйти в Висячий сад, устроенный на уровне второго этажа. От Висячего сада под прямым углом к Большому дворцу, построенному ранее в "барочно-рокайльном стиле Б. Ф. Растрелли на высоком цокольном этаже возвышается протяжённая галерея-колоннада.
Это чудо искусства и тонкости художественного вкуса непосредственно восходит к римским рисункам Ш.-Л. Клериссо и гравюрам Пиранези. Легкая «греческая» колоннада вознесена на подиум, стилизованный под древнеримскую руину. Нижний ярус галереи облицован тёсаным пудостским камнем, с подчёркнуто грубой фактурой и якобы полустёртыми от времени деталями. На таком подиуме легко парит белоснежная колоннада ионического ордера с необычно широко расставленными колоннами — редко встречающийся ареостиль, особенный тип колоннад с максимально широким интерколумнием — широко расставленными колоннами, расстояние между которыми составляет не менее, чем три с половиной или четыре нижних диаметра (эмбата) колонны. Такой приём типичен для ранней этрусской архитектуры с деревянными перекрытиями. Контраст лёгкой колоннады и массивного цоколя создает мощный живописный эффект.
Источником этой идеи справедливо считают римские рисунки Ш.-Л. Клериссо, гравюру Дж. Б. Пиранези «Вид на мост Фабрицио в Риме» (1756) и мотив нескольких картин Ю. Робера, в том числе «Вилла Мадама под Римом» (1767).
Обрамляющая галерею колоннада состоит из сорока четырёх колонн ионического ордера. В колоннаде Камерон не просто следовал античной традиции, а скопировал любимый им ордер Эрехтейона афинского Акрополя с необычно высокой, стройной капителью. Контраст этой цитаты и нарушающей канон широкой расстановки колонн усиливает остроту сочетания дерзости и изящества, широты и утончённости. Опоясанный колоннадой остеклённый павильон, в сущности, представляет собой бельведер. По этому бельведеру, с которого открывается вид на пейзажный «английский» парк, царскосельский пруд, и далее на Софийский собор, любила прогуливаться императрица. Стены галереи имеют большие арочные окна, расчленённые пилястрами и сдвоенными каннелированными полуколоннами. С восточной и западной сторон входы на галерею оформлены четырёхколонными портиками с треугольными фронтонами. Такие же портики появляются на северном и южном фасадах.
Полнеющая императрица не терпела лестниц, и архитектор пристроил пологий пандус, поднимающийся прямо к соединённому с галереей «висячему саду». Идею этой композиции, предположительно, подсказал Ш.-Л. Клериссо. Весь ансамбль был завершён к 1786 году. В «стеклянной зале» галереи проводили парадные обеды. Лестницу восточного фасада Камерон пристроил в 1788 году. В начальном проекте лестница поднималась из парка лишь до помещений первого яруса; два верхних марша, ведущие на колоннаду, были добавлены по распоряжению Екатерины II.
На пилонах лестницы в 1787—1788 годах установили бронзовые реплики античных статуй Геркулеса и Флоры Фарнезских, мраморные оригиналы которых находятся в Неаполитанском археологическом музее. Отливки из бронзы выполнены в литейной мастерской Академии художеств по моделям скульптора Ф. Г. Гордеева. Русский скульптор использовал гипсовые формы, доставленные вместе с другими в Академию из Италии в 1769 году, но несколько изменил трактовку фигур. Во время Великой Отечественной войны эти статуи были вывезены в Германию и могли уйти на переплавку, если бы осенью 1947 года не были найдены во дворе медеплавильного завода города Галле. В декабре 1947 года они вернулись на свои исторические места. В 2019—2020 годах впервые за 70 лет на протяжении девяти месяцев велась реставрация фигуры Геракла.

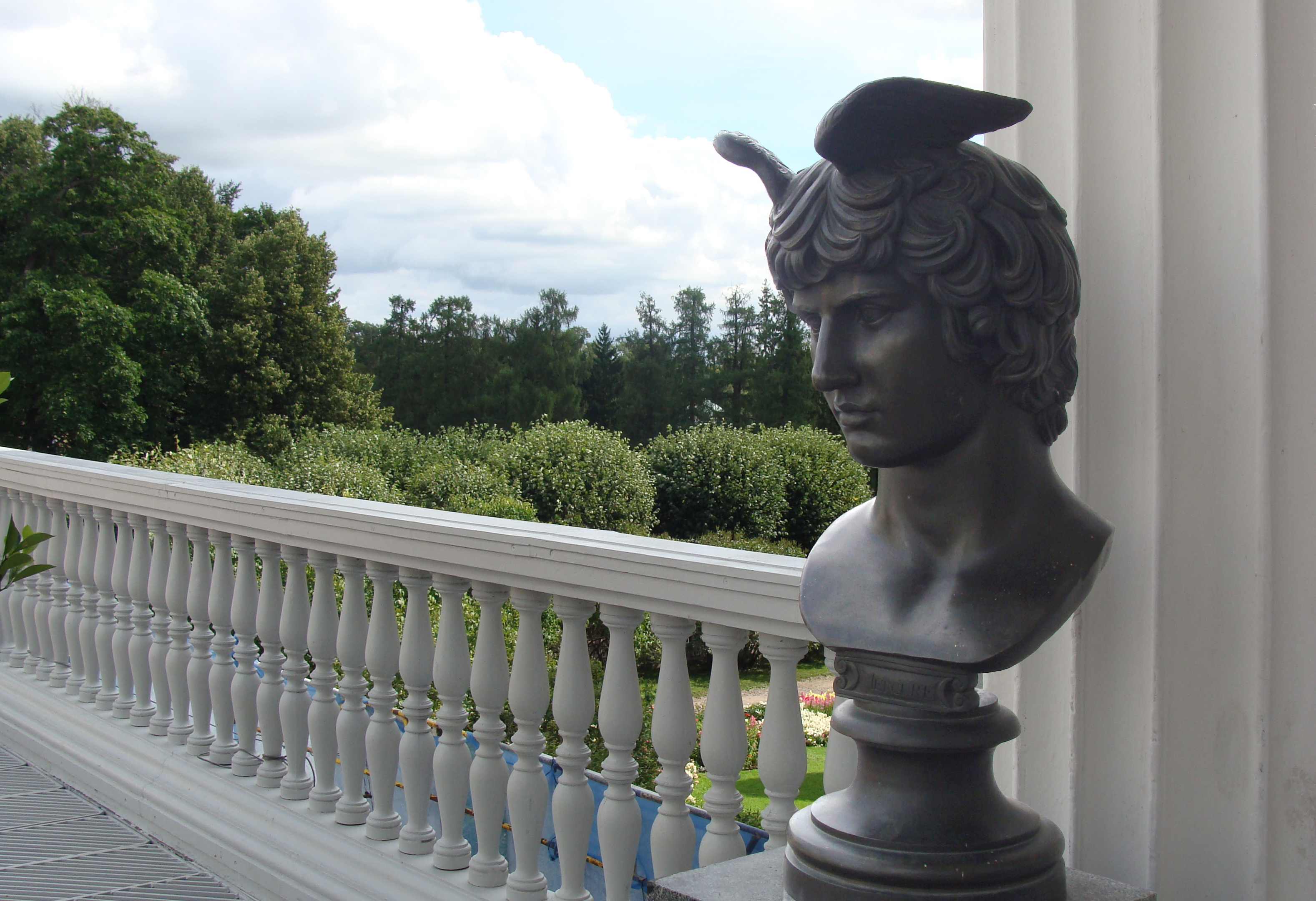
Бюст Антиноя-Меркурия и вид на парк

Вдоль колоннады второго этажа расставлены бюсты «великих людей древности», составленные «по списку» самой императрицей. Часть из них в гипсовых моделях по заказу Камерона, выполнил итальянский скульптор Кончецио Альбани в 1794—1796 годах. Другие брали из Эрмитажа и ранее построенных павильонов Царского Села. Среди бюстов философов и полководцев древности любила прогуливаться Екатерина Великая. Она писала барону Гримму: «Я вернулась с моей колоннады, где я гуляла между бронзовыми бюстами, которые уже поставлены… Вот список, который я сделала для Вас, прогуливаясь». Среди бюстов римских императоров, античных богов и героев, отлитых в мастерской Академии художеств, были портреты Гая Юлия Цезаря, Германика, Марка Аврелия, Адриана, Антиноя, Септимия Севера, Минервы, Аполлона, Вакха, Ареса, Геракла. Их дополняли портреты философов и драматургов: Гераклита Эфесского, Сократа, Платона, Эпикура, Геродота, Демосфена, Софокла, Феокрита, Овидия, а также М. В. Ломоносова. Вначале было установлено 11 бюстов, но их количество постепенно увеличивалось. Все изображения имеют подписи.

## Пандус и Висячий сад
- Памятник архитектуры федерального значения[12]

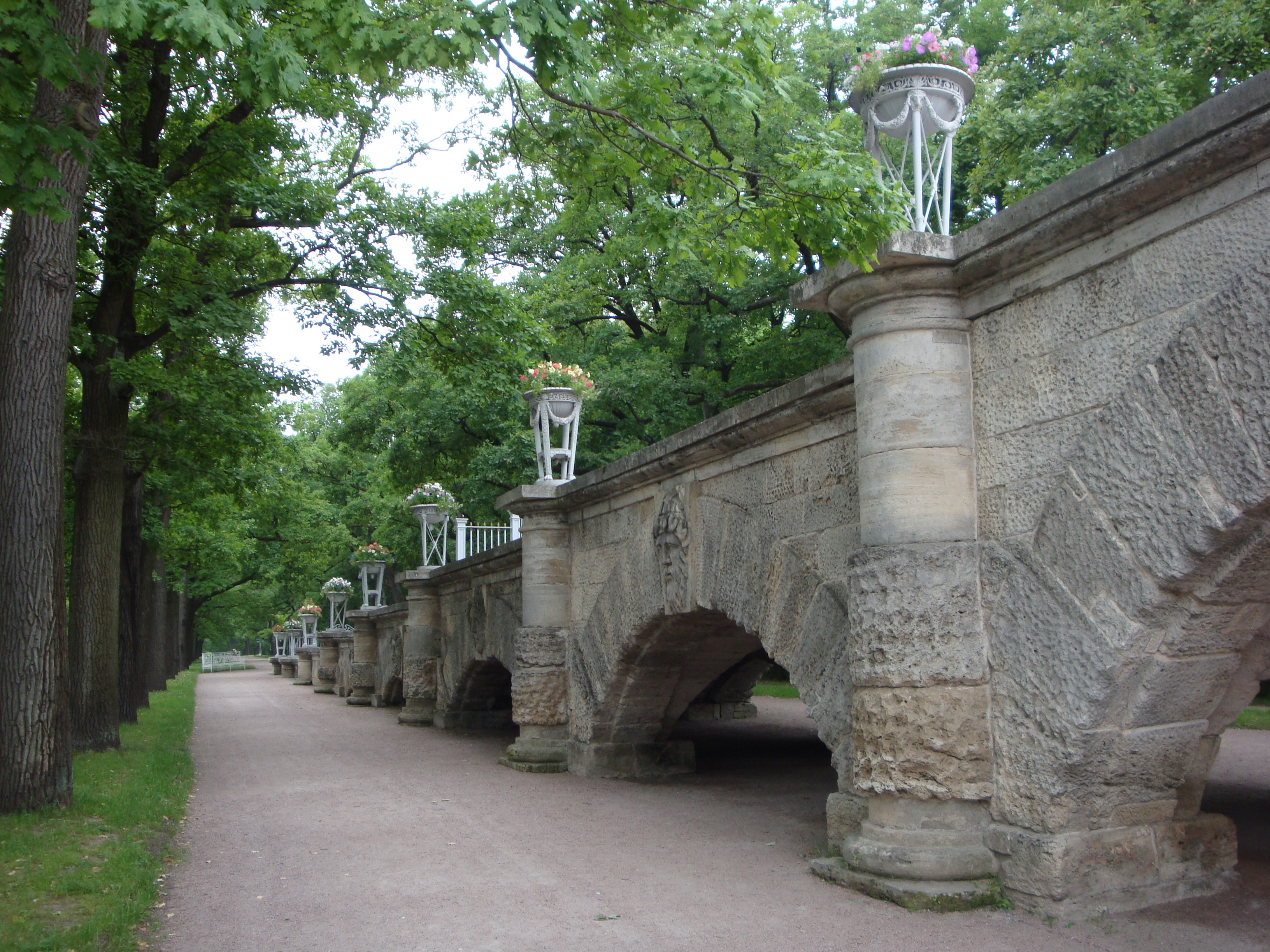
Пандус

Пандус построен в 1780—1787 годах по проекту Камерона. Он опирается на семь постепенно понижающихся арочных сводов, замковые камни которых украшены стилизованными под архаику маскаронами: Зевса, Геры, Марса, Меркурия, Минервы, Диониса… На парапетах пандуса были установлены бронзовые статуи муз: Евтерпы, Каллиопы, Мельпомены, Полигимнии, Талии, Терпсихоры, Урании и Эрато, а также Венеры Каллипиги, Венеры Медичи, Меркурия и Флоры. Поэтому пандус получил прозвание «Лестницы богов». Внизу пандуса находились две огромные бронзовые вазы. После восшествия на престол императора Павла Петровича, ненавидившего свою мать, вазы, статуи пандуса и огромные фигуры Геркулеса и Флоры в 1798 году были вывезены в Петербург для украшения Михайловского замка. При императоре Александре I вазы вернули на место. На пилонах северного фасада Михайловского замка установили копии Геркулеса и Флоры. Вместо убранной скульптуры пандуса в 1826 году поставили чугунные треножники с чашами для цветов по рисунку архитектора В. П. Стасова. В 1941 году во время фашистской оккупации, статуи пандуса удалось эвакуировать, но вазы и треножники пропали. После войны фигуры муз украсили "Площадку двенадцати дорожек Павловского парка.
Висячий сад — один из двух сохранившихся висячих садов в России — был разбит в 1792—1794 годах садовым мастером Джоном Бушем. Изначально, Висячий сад имел значительно меньшую площадь и иную форму, чем в настоящее время; расширили сад пятью годами позже.
Бюсты висячего сада — итальянские копии с оригиналов II века до н. э. — изготовлены в 1826 году архитектором Василием Стасовым.
Первоначально сад располагался только перед зданием Холодных бань. Южным углом он примыкал к северному углу Камероновой галереи, а западным — к торцевой части Зубовского флигеля Екатерининского дворца. В этом месте во всю ширину флигеля сад ответвлялся в виде узкой дорожки с цветным бордюром, служившей сообщением между Екатерининским дворцом, Холодными банями и Камероновой галереей.
Южный угол торцевой части Зубовского флигеля Екатерининского дворца, соединённый непосредственно с Висячим садом, представляет полуоткрытую площадку, называемую Зеркальной: архитектурное оформление её как в зеркальном отражении повторяет Камеронову галерею — каннелированные колонны ионического ордера, фриз с венками и мраморный пол. Зеркальная площадка соединялась непосредственно с покоями Екатерины II. Дверь с этой площадки вела в Зеркальный кабинет — одну из личных комнат императрицы.
Терраса в самом начале была задумана как основание для небольшого Висячего сада, расположенного на уровне второго этажа, поэтому на своды была уложена гидроизоляция из листового свинца и насыпан толстый слой земли, позволявший производить посадку садовых растений. Здесь росли яблони, сирень, жасмин и розы; вокруг кустов были высажены тюльпаны, пионы, нарциссы. Боковые стороны Висячего сада окружала балюстрада из эзельского доломита — камня, добывавшегося на острове Эзель. Работа производилась под руководством иностранного мастера Эстерейха. Эти каменные балюстрады до нашего времени не сохранились: ещё в начале XIX века они сильно обветшали и их заменили деревянными, окрашенными белой краской.
При проектировании и строительстве Пандуса в 1792 году появилась необходимость расширить площадь Висячего сада. Для этого потребовалось поставить дополнительные шесть столбов и выложить своды между флигелем Екатерининского дворца и Камероновой галереей, где сада не было. В результате этих работ Висячий сад выдвинулся на линию фасадов дворцового флигеля и галереи и приобрёл ту форму, которая существует и поныне.